# 石應岳
石應岳（1541年—1608年），字鍾賢，號介峰，福建漳州府龍巖縣（今福建省龍岩市）民籍，直隸來安縣（今安徽省來安縣）人，明朝政治人物。

## 生平
隆慶四年（1570年）庚午科順天府鄉試第一百七名，隆慶五年（1571年）聯捷辛未科會試第二百八十六名，三甲三百十二名進士。改翰林院庶吉士，萬曆元年（1573年）五月授禮科給事中，三年二月升本科右，五年正月升本科左，四月升户科都，七年丁外艰，十年二月复除禮科都，十一年二月升太仆寺少卿，十三年四月升南京太仆寺卿，十四年四月升南應天府尹。海瑞時為御史，一時有「總憲清似水，京兆白如霜」之謠。十五年十一月改順天府尹，十七年六月升南京都察院右副都御史，提督操江兼管巡江，十八年七月升南京兵部右侍郎，十九年升北户部右侍郎，十月被御史周盘论劾，调南京用。萬曆三十六年十月卒，三十八年六月賜祭葬。

## 著作
有遗著《石司徒奏议》和《石司徒文集》各二卷，刊行于世。

## 家族
曾祖父石坤，以武功调龙岩百户所，為百戶。祖父石正、父石珍繼任百戶。母林氏。具庆下。弟應崧、應岐、應嶠。